# دينيس بلانشت
دينيس بلانشت هو سياسي كندي، ولد في 4 سبتمبر 1956 في مدينة كيبك في كندا. نشط حزبياً في الحزب الديمقراطي الجديد. في الانتخابات الاتحادية الكندية 2011 ‏، انتخب عضو مجلس العموم الكندي عن دائرة Louis-Hébert (federal electoral district) ‏ وقد انضم خلال فترته النيابية ‏ (2 مايو 2011 – 18 أكتوبر 2015) للكتلة البرلمانية الحزب الديمقراطي الجديد وانتخب عضو مجلس العموم الكندي.

## وصلات خارجية
- الموقع الرسمي